# NXT TakeOver: Stand & Deliver (2021)
L'édition  2021 de Stand & Deliver est un Premium Live Event de catch (lutte professionnelle) produit par la World Wrestling Entertainment, une fédération de catch américaine qui est télédiffusée et visible en paiement à la séance sur le WWE Network. Cet événement met en avant les Superstars de NXT, le club-école de la compagnie. L'événement a eu lieu les 7 avril et 8 avril 2021 au Performance Center à Orlando dans l'état de Floride aux États-Unis. Il s'agit de la seconde édition de Stand & Deliver.

## Contexte
Les spectacles de la World Wrestling Entertainment (WWE) sont constitués de matchs aux résultats prédéterminés par les scénaristes de la WWE. Ces rencontres sont justifiées par des storylines – une rivalité avec un catcheur, la plupart du temps – ou par des qualifications survenues dans les shows de la WWE telles que Raw, SmackDown et NXT. Tous les catcheurs possèdent une gimmick, c'est-à-dire qu'ils incarnent un personnage gentil (Face) ou méchant (Heel), qui évolue au fil des rencontres. Un événement comme Stand & Deliver est donc un événement tournant pour les différentes storylines en cours,.

## Tableaux des matchs

### 7 avril
| Ordre par numéros | Résultat | Stipulation(s) | Temps |
| --- | --- | --- | ----- |
| 1P | Zoey Stark bat Toni Storm | Match simple | 09:52 |
| 2 | Pete Dunne bat Kushida | Match simple | 10:39 |
| 3 | Bronson Reed bat Isaiah "Swerve" Scott, Cameron Grimes, L.A Knight, Dexter Lumis et Leon Ruff                                                | 6-Pack Challenge Gauntlet Elimination match Le vainqueur affrontera Johnny Gargano pour le NXT North American Championship le lendemain | 23:14 |
| 4 | WALTER (c) bat Tommaso Ciampa | Match simple pour le NXT UK Championship                                                                                                | 16:59 |
| 5 | MSK (Wes Lee et Nash Carter) bat Grizzled Young Veterans (James Drake et Zack Gibson) et Legado del Fantasma (Raul Mendoza et Joaquin Wilde) | Triple Threat Tag Team match pour les NXT Tag Team Championship vacants                                                                 | 15:24 |
| 6 | Raquel González bat Io Shirai (c) | Match simple pour le NXT Women's Championship                                                                                           | 12:56 |
| La lettre C placée entre parenthèses désigne la personne ou l’équipe championne en titre. P – indique que le match a eu lieu lors du pré-show | | |       |

### 8 avril
| Ordre par numéros | Résultat                                                                                 | Stipulation(s)                                                                        | Temps |
| --- | ---------------------------------------------------------------------------------------- | ------------------------------------------------------------------------------------- | ----- |
| 1P | Killian Dain et Drake Maverick battent Breezango (Tyler Breeze et Fandango)              | Tag Team match L'équipe vainqueur recevra un match pour les NXT Tag Team Championship | 8:38  |
| 2 | Santos Escobar (c) bat Jordan Devlin (c)                                                 | Ladder match pour unifier le NXT Cruiserweight Championship                           | 18:06 |
| 3 | Ember Moon (c) et Shotzi Blackheart (c) battent The Way (Candice LeRae et Indi Hartwell) | Tag Team match pour les NXT Women's Tag Team Championship                             | 10:35 |
| 4 | Johnny Gargano (c) bat Bronson Reed                                                      | Match simple pour le NXT North American Championship                                  | 16:23 |
| 5 | Karrion Kross (avec Scarlett) bat Finn Bálor (c)                                         | Match simple pour le NXT Championship                                                 | 17:08 |
| 6 | Kyle O'Reilly bat Adam Cole                                                              | Unsanctioned match                                                                    | 40:10 |
| La lettre C placée entre parenthèses désigne la personne ou l’équipe championne en titre. P – indique que le match a eu lieu lors du pré-show |                                                                                          |                                                                                       |       |